# Ballsbridge

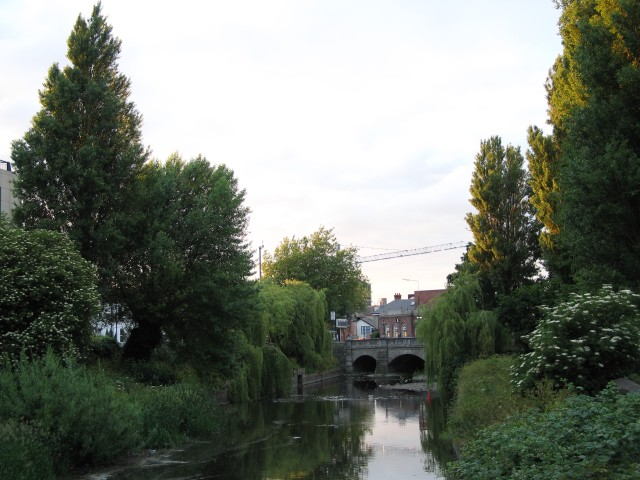
Ball's Bridge au-dessus de la Dodder

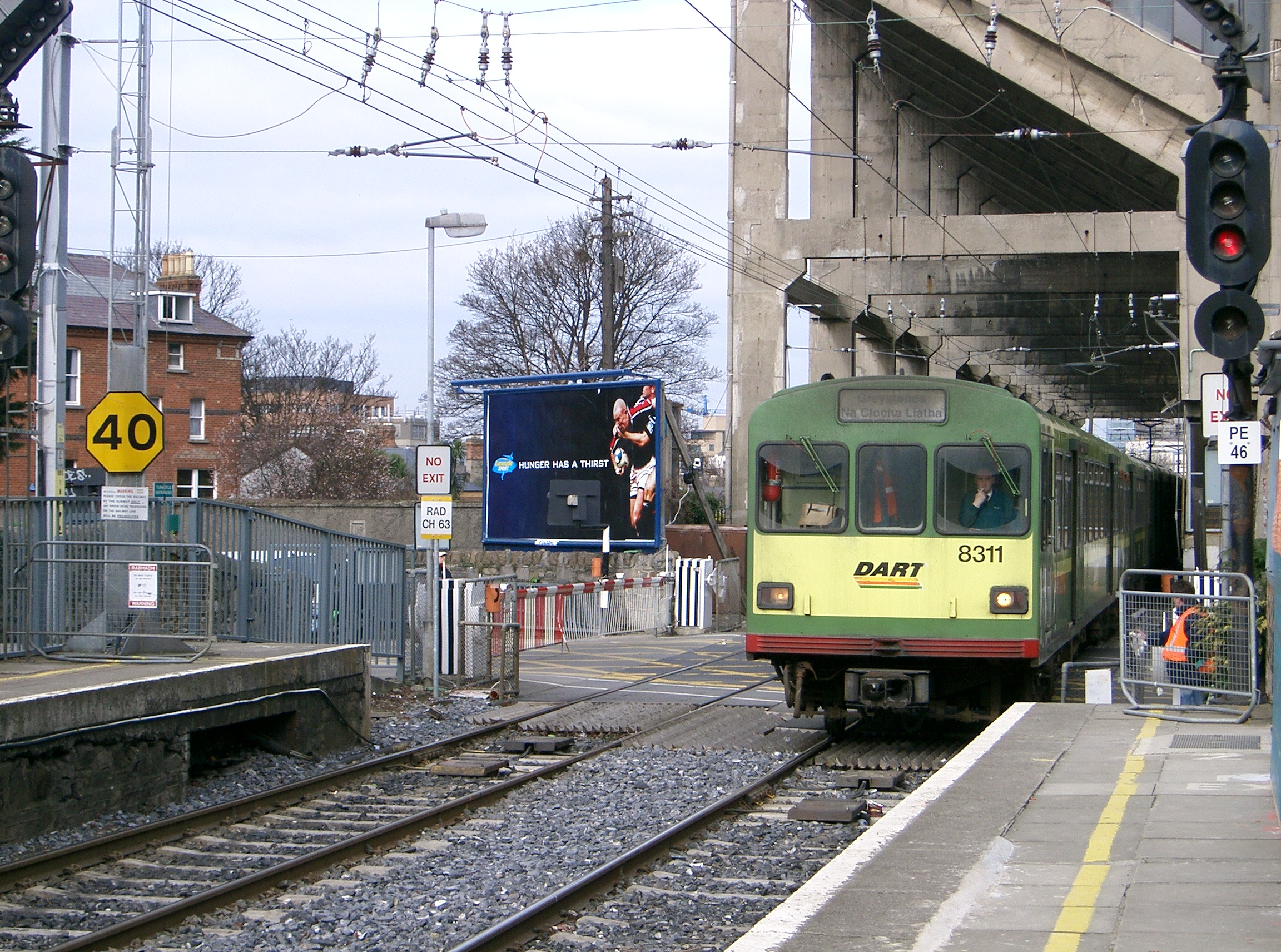
Le Dart passant sous l'ancien stade de Lansdowne Road à proximité de la station du même nom

Ballsbridge (en irlandais : Droichead na Dothra) est un quartier de Dublin en Irlande situé du côté sud de l’agglomération. Quand on arrive dans Ballsbridge en venant du centre de Dublin, un panneau rappelle que par-dessus la Dodder M. Ball avait été construit un pont (Ball’s Bridge)  et qu’il en était le propriétaire, il en tirait un bénéfice avec un péage. 
Le pont en lui-même forme le centre du quartier qui s’étend vers le nord jusqu’au Grand Canal le long de Northumberland Road et de Shelbourne Road. Vers le sud Ballsbridge s’étend le long de Merrion Road et Anglesea Road vers Donnybrook.
Le quartier est l’un des plus riches de la ville. On retrouve les plus grandes ambassades (à l’exception de celle des États-Unis) le long d’Ailesbury Road.
La Royal Dublin Society est implantée dans le quartier. Ses locaux sont limitrophes d’Irishtown.
De grandes entreprises comme AIB y ont installé leurs bureaux.

## Transport
Le DART dessert Ballsbridge en le contournant par l’est au moyen de trois stations : Lansdowne Road, Sandymount station et Sydney Parade
Ballsbridge est parcouru par de nombreuses lignes de bus :
- 4 de Ballymun à Blackrock
- 5 de Sandyford Industrial Estate à Dublin
- 7 de Loughlinstown à Dublin
- 7A de Mackintosh Park à Dublin
- 7E de Blackrock à Dublin
- 8 de Dalkey à Dublin
- 18 de Palmerstown à Donnybrook
- 27X de Clare Hall to Belfield
- 45 de Bray à Dublin
- 63 de Kilternan à Dublin
- 84 de Kilcoole et Greystones à Dublin